# Беатрис Оханесян
Беатрис Оханесян (15 март 1927 – 17 юли 2008) е иракска пианистка и композиторка, етническа арменка.
Известна е с това, че е първият концертиращ пианист на Ирак, както и първата композиторка в страната.

## Биография

### Ранни години
Оханесян е родена в Багдад на 15 март 1927 г. в заможно арменско семейство. Баща ѝ, роден в Персия, се установява в Багдад, след като е прекарал известно време в Индия. Както майка ѝ, така и двамата ѝ чичовци са останали сираци от арменския геноцид.
И двамата ѝ родители я насърчават да учи музика. Оханесян се записва в Института за изящни изкуства, завършвайки специалност пиано. След дипломирането си тя служи като асистент на своя професор румънски произход Жулиен Херц. Иракска правителствена стипендия ѝ позволява да продължи обучението си в Кралската музикална академия в Лондон при професор Макс Пирани. След това получава стипендия „Фулбрайт“ за обучение в училище „Джулиард“ в Ню Йорк, което завършва с дебютно представяне в Карнеги Хол.
Докато е в САЩ, Оханесян посещава брат си Аршам и съпругата му в Минесота. Там тя участва в концерт, заедно с оркестъра на Минесота и бива насърчена да остане в Америка. Въпреки това, Оханесян почувства нужда да бъде в Ирак.
Всички ми казваха, че трябва да остана в Америка, но вътрешният ми глас ми каза, че трябва да се върна в Ирак и да науча сънародниците си да обичат музиката. Класическата музика беше нова, все още не бе проникнала в Ирак и имаше нужда от хора като мен, за да се окуражи растежът ѝ..

### Кариера в Ирак
След като се връща в Ирак, Оханесян е назначена за ръководител на отдела по пиано в Института за изящни изкуства в Багдад. По време на летните почивки тя участва в майсторски класове и музикални семинари в различни страни. През 1961 г. става главен пианист на Иракския национален симфоничен оркестър. Този пост тя заема повече от тридесет години. От 1969 до 1972 г. Оханесян преподава едновременно в Университета на Минесота и колежа Макалестър. През 1980 г., по време на ирано-иракската война, тя пише първата иракска композиция.
Творчеството ѝ попада в полезрението на иракските служители, включително президента Саддам Хюсеин. На въпроса каква награда би искала за постиженията си, Оханесян си пожелава по-добро пиано. Подаряват ѝ роял на Steinway, който обаче оставя след като се установява в САЩ след първата война в Персийския залив (1990 – 1991 г.). Пролетта, преди да умре, пианото, което дотогава се пази от неин приятел в Иракската национална симфония, най-накрая пристига в Минесота, пълно с няколко от вечерни рокли на пианистката.

### Късни години
През 1994 г. Оханесян се премества за постоянно в Съединените щати, установявайки се в Минеаполис-Сейнт Пол. Отново започва да преподава в университета в Минесота, колежа „Макалестър“, както и в университета „Сейнт Томас“. Служи също като органист на арменската апостолическа църква „Свети Павел“ Архив на оригинала от 2020-10-21 в Wayback Machine..
Оханесиан умира от рак на 17 юли 2008 г. в Блумингтън, на 81. години.